# ميتيس (علم الأساطير)

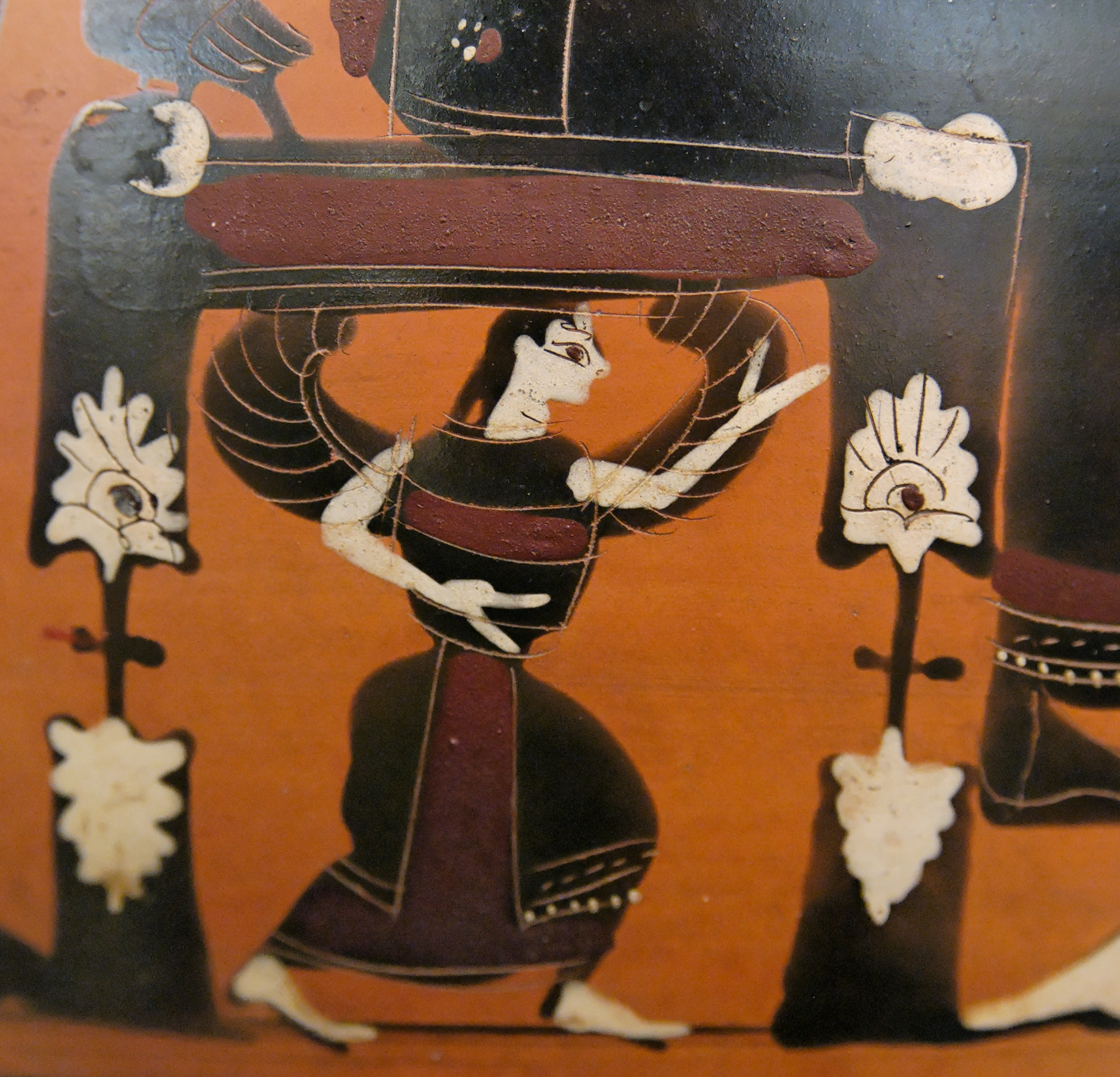
رسم مجنّح لإحدى إلهات الإغريق يعتقد أنه لميتيس.

ميتيس (Metis) في الديانة الإغريقية هي إحدى جبابرة الجيل الثاني، وهم عرق من الآلهة الأقوياء الذين حكموا الأرض خلال العصر الذهبي الأسطوري، وهم العرق السابق للآلهة الأولمبية، و ميتيس تكون زوجة زيوس.
كان يعتقد أن ميتس هي أم الحكمة والفكر العميق، ثم قام المعلّقون الرواقيون بتمثيلها على أنها إلهة التبصّر، الأمر الذي تعزز في عصر النهضة.